# Platycorynus buonloicus
Platycorynus buonloicus là một loài bọ cánh cứng trong họ Chrysomelidae. Loài này được Medvedev & Rybakova miêu tả khoa học năm 1985.